# Ctenophthalmus taiwanus
Ctenophthalmus taiwanus är en loppart som beskrevs av Smit 1964. Ctenophthalmus taiwanus ingår i släktet Ctenophthalmus och familjen mullvadsloppor.

## Underarter
Arten delas in i följande underarter:
- C. t. taiwanus
- C. t. terrestus
- C. t. zhejiangensis